# Eurotium tuberculatum
Eurotium tuberculatum är en svampart som beskrevs av Z.T. Qi & Z.M. Sun 1994. Eurotium tuberculatum ingår i släktet Eurotium och familjen Trichocomaceae.   Inga underarter finns listade i Catalogue of Life.